# Петрово (Благоевград)
Петрово је насељено место у општини Сандански у области Благоевград, Бугарска. Према попису из 2021. године блио је 364 становника.
Према бугарском географу и историчару, Василу Канчову, у Петрову је 1900. године живело 950 Словена хришћана, 280 Турака и 120 Аромуна. Источно од села се налази резерват природе Али ботуш.